# مارپرستی

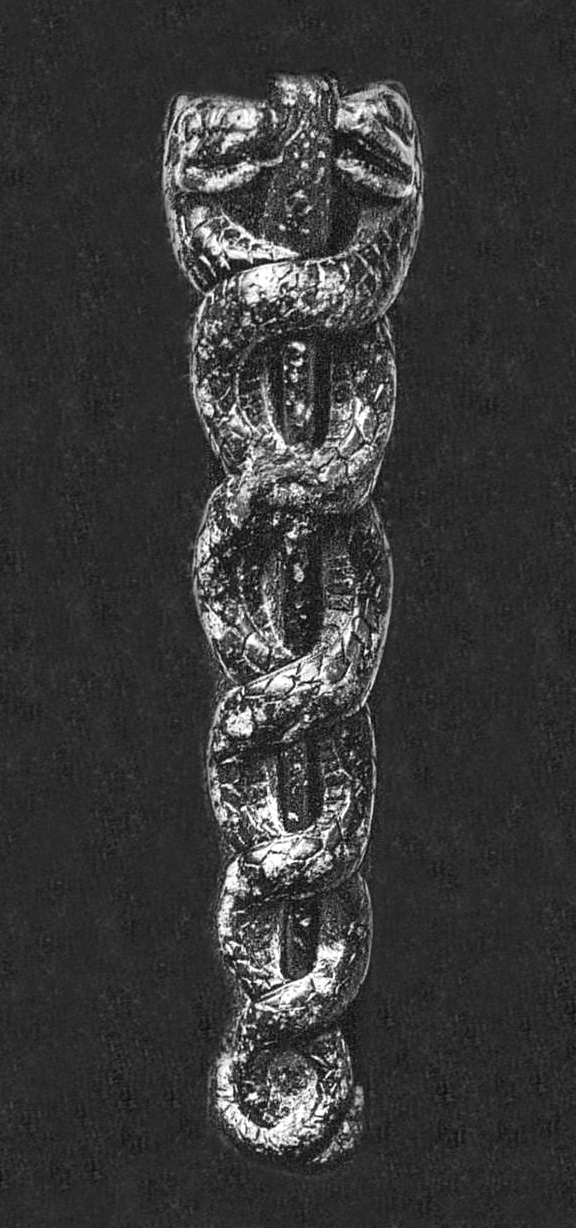
عصای چاوش، نماد خدا نینگیشزیدا، بر روی گلدان لیبی سومر فرمانروای گودئا، حدود ۲۱۰۰ پ.م.

مارپرستی (انگلیسی: Snake worship)، ارادت به مار الوهیت است. این سنت در ادیان و اساطیر فرهنگ‌های باستان تقریباً جهانی است. جایی که مارها به عنوان دارندگان دانش، قدرت و تجدید دیده می‌شدند.

## هند
نژادی از موجودات مار مانند که ناگا نامیده می‌شوند، در اسطوره‌شناسی هندو برجسته هستند. Nāga (زبان سانسکریت: नाग) کلمه زبان سانسکریت و زبان پالی برای خدا یا طبقه موجود یا موجود است که به شکل یک مار بسیار بزرگ است که در هندوئیسم یافت می‌شود. استفاده از اصطلاح «ناگا» اغلب مبهم است، زیرا این کلمه ممکن است در زمینه‌های مشابه به یکی از چندین قبایل انسانی موسوم به «ناگاس» اشاره داشته باشد. به فیل ها؛ و به مارهای معمولی، به ویژه شاه کبرا، مار موشی هندی و کبرای هندی که هنوز در زبان هندی و سایر زبان‌های هند به مار «ناگ» می‌گویند. به ناگا ماده «ناگینی» می‌گویند. مار عمدتاً نمایانگر تولد دوباره، مرگ و مرگ و میر است، زیرا پوست خود را ریخته و به‌طور نمادین «تولد دوباره» دارد. در بخش بزرگی از هند، نمادهای حکاکی شده از مارهای کبرا یا «ناگا» یا سنگ‌ها به عنوان جایگزین وجود دارد. به این انسان‌ها غذا و گل تقدیم می‌شود و جلوی حرم چراغ‌ها را می‌سوزانند. در میان برخی از هندیان، مار کبری که تصادفاً کشته می‌شود، مانند یک انسان سوزانده می‌شود. هیچ‌کس یک نفر را عمداً نمی‌کشد. تصویر خدای مار در یک راهپیمایی سالانه توسط یک کشیش مجرد حمل می‌شود.
در یک زمان بسیاری از تفسیرهای مختلف رایج از فرقه مار واقع در هند وجود داشت. در شمال هند، یک نسخه مردانه از مار به نام ریوان و معروف به «پادشاه مارها» پرستش می‌شد. به جای «پادشاه مارها»، مارهای زنده واقعی در جنوب هند پرستش می‌شدند (Bhattacharyya 1965، p. 1). با این حال، فرقه Manasa در بنگال، هند، به الهه مار انسان‌نما، ماناسا اختصاص داشت (Bhattacharyya 1965، ص. ۱).

ناگا بخش مهمی از اساطیر هندو را تشکیل می‌دهد. آنها نقش‌های برجسته ای را در افسانه‌های مختلف بازی می‌کنند:
- نامتناهی (فلسفه) اولین پادشاه ناگاها، یکی از دو کوه ویشنو است.
- واسوکی دومین پادشاه ناگا است که معمولاً در اطراف گردن شیوا ترسیم می‌شود.
- کالیا آنتاگونیست کریشنا است.
- ماناسا الهه مارها است.
- آستیکا حکیم نیمه برهمین و نیم نگا است.
- پاتانجلی حکیم و نویسنده یوگا سوترا بود و گفته می‌شد که تجسم نامتناهی (فلسفه)، مار الهی که تخت ویشنو را تشکیل می‌دهد.
- تکشاکا فرمانروای جنگل خندوا بود که بعداً پاریکشیت را به عنوان انتقام از پانداواها برای سوزاندن جنگل کشت.
- Naga Panchami یک جشن مهم هندو است که با مار پرستی مرتبط است که در پنجمین روز از Shravana (ژوئیه تا آگوست) برگزار می‌شود. به بت‌های مار هدایایی از شیر و بخور تعلق می‌گیرد تا به عبادت کننده در کسب علم، ثروت و شهرت کمک کند.